# 北緯55度線
北緯55度線（ほくい55どせん）は、地球の赤道面より北に地理緯度にして55度の角度を成す緯線。ヨーロッパ、アジア、太平洋、北アメリカ、大西洋を通過する。
この緯度の下では、夏至点時の可照時間は17時間22分で、冬至点時は7時間10分である。

## 通過する地域一覧
北緯55度線は、本初子午線から東に向かって以下の場所を通っている。
| 地理座標                                               | 国土・領土・領海             | 備考 |
| ------------------------------------------------------ | ---------------------------- | --- |
| 北緯55度0分 東経0度0分 / 北緯55.000度 東経0.000度      | 北海                         | |
| 北緯55度0分 東経8度21分 / 北緯55.000度 東経8.350度     | ドイツ                       | ジルト島（ドイツ最北端に近い） |
| 北緯55度0分 東経8度23分 / 北緯55.000度 東経8.383度     | ワッデン海                   | |
| 北緯55度0分 東経8度39分 / 北緯55.000度 東経8.650度     | デンマーク                   | ユトランド半島（本土）、アルス島 |
| 北緯55度0分 東経9度58分 / 北緯55.000度 東経9.967度     | 小ベルト海峡                 | |
| 北緯55度0分 東経10度27分 / 北緯55.000度 東経10.450度   | デンマーク                   | Skarø島、トーシンエ島、ランゲラン島 |
| 北緯55度0分 東経10度54分 / 北緯55.000度 東経10.900度   | 大ベルト海峡                 | |
| 北緯55度0分 東経11度5分 / 北緯55.000度 東経11.083度    | スモランズ海（英語版）       | |
| 北緯55度0分 東経11度53分 / 北緯55.000度 東経11.883度   | デンマーク                   | シェラン島、ムーン島（英語版） |
| 北緯55度0分 東経12度32分 / 北緯55.000度 東経12.533度   | バルト海                     | |
| 北緯55度0分 東経14度59分 / 北緯55.000度 東経14.983度   | デンマーク                   | ボーンホルム島 |
| 北緯55度0分 東経15度6分 / 北緯55.000度 東経15.100度    | バルト海                     | |
| 北緯55度0分 東経20度33分 / 北緯55.000度 東経20.550度   | ロシア                       | カリーニングラード州 - クロニア潟（英語版）を通過 |
| 北緯55度0分 東経22度38分 / 北緯55.000度 東経22.633度   | リトアニア                   | |
| 北緯55度0分 東経26度13分 / 北緯55.000度 東経26.217度   | ベラルーシ                   | |
| 北緯55度0分 東経30度58分 / 北緯55.000度 東経30.967度   | ロシア                       | ノヴォシビルスクを通過 |
| 北緯55度0分 東経68度12分 / 北緯55.000度 東経68.200度   | カザフスタン                 | |
| 北緯55度0分 東経71度1分 / 北緯55.000度 東経71.017度    | ロシア                       | |
| 北緯55度0分 東経135度24分 / 北緯55.000度 東経135.400度 | オホーツク海                 | |
| 北緯55度0分 東経136度47分 / 北緯55.000度 東経136.783度 | ロシア                       | フェクリストヴァ島（英語版） |
| 北緯55度0分 東経137度4分 / 北緯55.000度 東経137.067度  | オホーツク海                 | |
| 北緯55度0分 東経137度26分 / 北緯55.000度 東経137.433度 | ロシア                       | ボリショイ・シャンタル島（英語版） |
| 北緯55度0分 東経138度11分 / 北緯55.000度 東経138.183度 | オホーツク海                 | |
| 北緯55度0分 東経155度35分 / 北緯55.000度 東経155.583度 | ロシア                       | カムチャツカ半島 |
| 北緯55度0分 東経161度59分 / 北緯55.000度 東経161.983度 | 太平洋                       | |
| 北緯55度0分 東経166度8分 / 北緯55.000度 東経166.133度  | ロシア                       | ベーリング島 |
| 北緯55度0分 東経166度23分 / 北緯55.000度 東経166.383度 | ベーリング海                 | ロシア・メードヌイ島の北を通過 |
| 北緯55度0分 西経163度57分 / 北緯55.000度 西経163.950度 | アメリカ合衆国               | アラスカ州 - ウニマック島（英語版）、アラスカ半島 |
| 北緯55度0分 西経162度34分 / 北緯55.000度 西経162.567度 | 太平洋                       | アラスカ湾 - アメリカ合衆国アラスカ州ドルゴイ島（英語版）、ウンガ島の南を通過 |
| 北緯55度0分 西経160度8分 / 北緯55.000度 西経160.133度  | アメリカ合衆国               | アラスカ州 - ナガイ島 |
| 北緯55度0分 西経160度4分 / 北緯55.000度 西経160.067度  | 太平洋                       | アラスカ湾 |
| 北緯55度0分 西経159度25分 / 北緯55.000度 西経159.417度 | アメリカ合衆国               | アラスカ州 - 小コニウジ島 |
| 北緯55度0分 西経159度21分 / 北緯55.000度 西経159.350度 | 太平洋                       | アラスカ湾 |
| 北緯55度0分 西経133度9分 / 北緯55.000度 西経133.150度  | アメリカ合衆国               | アラスカ州 - ダル島（英語版）, Sukkwan島、プリンスオブウェールズ島 |
| 北緯55度0分 西経131度59分 / 北緯55.000度 西経131.983度 | クラレンス海峡               | |
| 北緯55度0分 西経131度36分 / 北緯55.000度 西経131.600度 | アメリカ合衆国               | アラスカ州 - アネット島（英語版）、デューク島 |
| 北緯55度0分 西経131度15分 / 北緯55.000度 西経131.250度 | レビジャヒヘド水道（英語版） | |
| 北緯55度0分 西経131度0分 / 北緯55.000度 西経131.000度  | アメリカ合衆国               | アラスカ州 - アラスカ・パンハンドル |
| 北緯55度0分 西経130度15分 / 北緯55.000度 西経130.250度 | カナダ                       | ブリティッシュコロンビア州 - ピアース島（英語版）、本土 アルバータ州 サスカチュワン州 マニトバ州 オンタリオ州 |
| 北緯55度0分 西経82度16分 / 北緯55.000度 西経82.267度   | ハドソン湾                   | |
| 北緯55度0分 西経78度28分 / 北緯55.000度 西経78.467度   | カナダ                       | ケベック州 ニューファンドランド・ラブラドール州 - 約12km ケベック州 ニューファンドランド・ラブラドール州 - 約5km ケベック州 - 約3km ニューファンドランド・ラブラドール州 ケベック州 ニューファンドランド・ラブラドール州 - 本土、アルダヴィック島 |
| 北緯55度0分 西経58度40分 / 北緯55.000度 西経58.667度   | 大西洋                       | |
| 北緯55度0分 西経8度33分 / 北緯55.000度 西経8.550度     | アイルランド                 | アランモア島（英語版）、本土 |
| 北緯55度0分 西経7度24分 / 北緯55.000度 西経7.400度     | イギリス                     | 北アイルランド |
| 北緯55度0分 西経5度59分 / 北緯55.000度 西経5.983度     | ノース海峡                   | |
| 北緯55度0分 西経5度10分 / 北緯55.000度 西経5.167度     | イギリス                     | スコットランド イングランド |
| 北緯55度0分 西経1度25分 / 北緯55.000度 西経1.417度     | 北海                         | |

## 北緯55度線に近い著名な市・町
- オムスク（ ロシア・オムスク州）
- ノヴォシビルスク（ ロシア・ノヴォシビルスク州）
- ロンドンデリー（ イギリス・北アイルランド）
- ニューカッスル・アポン・タイン（ イギリス・イングランド）
- サウスシールズ（ イギリス・イングランド）

## カナダ
北緯55度線は、ケベック州北部のヌナビクの南の境界になっている。